# Tommy Karls
Tommy Karls   (Nyköping, 13 d'octubre de 1961) és un piragüista suec, ja retirat, que va competir durant les dècades de 1980 i 1990.
El 1984 va prendre part en els Jocs Olímpics d'Estiu de Los Angeles, on va guanyar la medalla de plata en la prova del K-4 1.000 metres del programa de piragüisme. Formà equip amb Per-Inge Bengtsson, Lars-Erik Moberg i Thomas Ohlsson.
En el seu palmarès també destaca una medalla de plata al Campionat del Món en aigües tranquil·les de 1985 i una de bronze al Campionat del Món de piragüisme de marató de 1991.